# Río Abajo Fútbol Club
El Río Abajo Fútbol Club fue una entidad deportiva del barrio homónimo de la Ciudad de Panamá.
Fue descendido a categoría Cuarta División de Panamá, por lo cual no participa desde el primer semestre del 2019 en los torneos de la Liga Nacional de Ascenso en donde es uno de los equipos con más títulos. También cuenta con un subcampeonato en la Primera División.

## Historia
El 25 de mayo de 1999, en el Distrito de Panamá, Provincia de Panamá, se organizó de RIO ABAJO F.C., con el fin de promover el deporte en dicho distrito así como el desarrollo Cultural, educativo social.
El Río Abajo FC logró el pasado Apertura 2012 llegar hasta las simifinales del campeonato siendo así su primera competición en la primera división del fútbol panameño, y tras esa hazaña fue el equipo revelación. Culminó la temporada Clausura 2013 de 5.º lugar. Para la temporada LPF Apertura 2014 viene nuevo inicio del club.
El 22 de abril de 2014, el club desciende a la LNA (Liga Nacional de Ascenso) por ser el club con menos puntos obtenidos entre los 2 torneos (Apertura, Clausura) 2013-2014, sin embargo logró avanzar hasta las semifinales del torneo Clausura. En semifinales le tocó jugar ante uno de los equipos más regulares y favoritos para luchar por el tituto, el Árabe Unido en el partido de ida disputado el 2 de mayo de 2014 el Río Abajo logra ganarle al Árabe Unido 3 goles por 1.Los tantos del equipo de Río Abajo fueron anotados por Anthony Basile a los 36 minutos (penalti) y por Publio Rodríguez a los 84 y 93. En el partido de vuelta disputado el 9 de mayo de 2014, en el Estadio Rommel Fernández el Río Abajo volvió a imponerse ante "El Expreso Azul" 1 gol por 0 con gol de Anthony Basile al minuto 60 del encuentro. El Río Abajo disputó la final de la LPF (Liga Panameña de Fútbol) ante el Chorrillo FC el 16 de mayo de 2014 en el Estadio Rommel Fernández en el que cayó derrotado 1 a 0.

### Problemas Financieros
En el año 2019 fue relagado por la Federación Panameña de Fútbol de la Liga Nacional de Ascenso (segunda división), a la Liga Distritorial de Fútbol de Panamá (cuarta división). Por no cumplir con los pagos a sus jugadores y con los requisitos mínimos exigidos por la Federación para participar de los torneos nacionales.

## Jugadores
Nómina de jugadores 2018 :
Isaac luna, 
Arturo tejada,
Daniel López,
Edilberto arguello,
Edgar alfaro,
Carlos headrey,
José duncan,
Gabriel Martínez,
Orlando ingram,
Cristian ledezma,
Alberto garcia,
Alcibiades diaz,
Carlos navarro,
Jair downer,
Luis batista,
Dick buenaños,
Alexis gun,
Osvaldo tejada,
Jesús west,
Entrenador:Armelio Cedeño

## Palmarés

### Torneos nacionales
Liga Panameña de Fútbol
- Subcampeonatos (1): Clausura 2014.

 Liga Nacional de Ascenso
- Campeonatos (3): Clausura 2008, Apertura 2009, LNA Apertura 2011.
- Subcampeonatos (1): LNA Apertura 2009.

 Copa Rommel Fernández
- Subcampeonatos (2): 1996, 2002.